# Saint-Barthélemy-d'Agenais
Saint-Barthélemy-d'Agenais is een gemeente in het Franse departement Lot-et-Garonne (regio Nouvelle-Aquitaine) en telt 491 inwoners (1999). De plaats maakt deel uit van het arrondissement Marmande.

## Geografie
De oppervlakte van Saint-Barthélemy-d'Agenais bedraagt 15,2 km², de bevolkingsdichtheid is 32,3 inwoners per km².
De onderstaande kaart toont de ligging van Saint-Barthélemy-d'Agenais met de belangrijkste infrastructuur en aangrenzende gemeenten.

## Demografie
Onderstaande figuur toont het verloop van het inwonertal (bron: INSEE-tellingen).